# میشل سوبور
میشل سیبور (فرانسوی: Michel Subor‎ (تلفظ فرانسوی: [miʃɛl sybɔʁ]؛ ۲ فوریهٔ ۱۹۳۵ – ۱۷ ژانویهٔ ۲۰۲۲) هنرپیشه فرانسوی بود.
از فیلم‌هایی که وی در آن نقش داشته‌است می‌توان به توپاز، ژول و جیم، روز شغال، سرباز کوچک، وفاداری و تازه چه خبر پوسی‌کت؟ اشاره کرد.